# Dù dì Phương đông

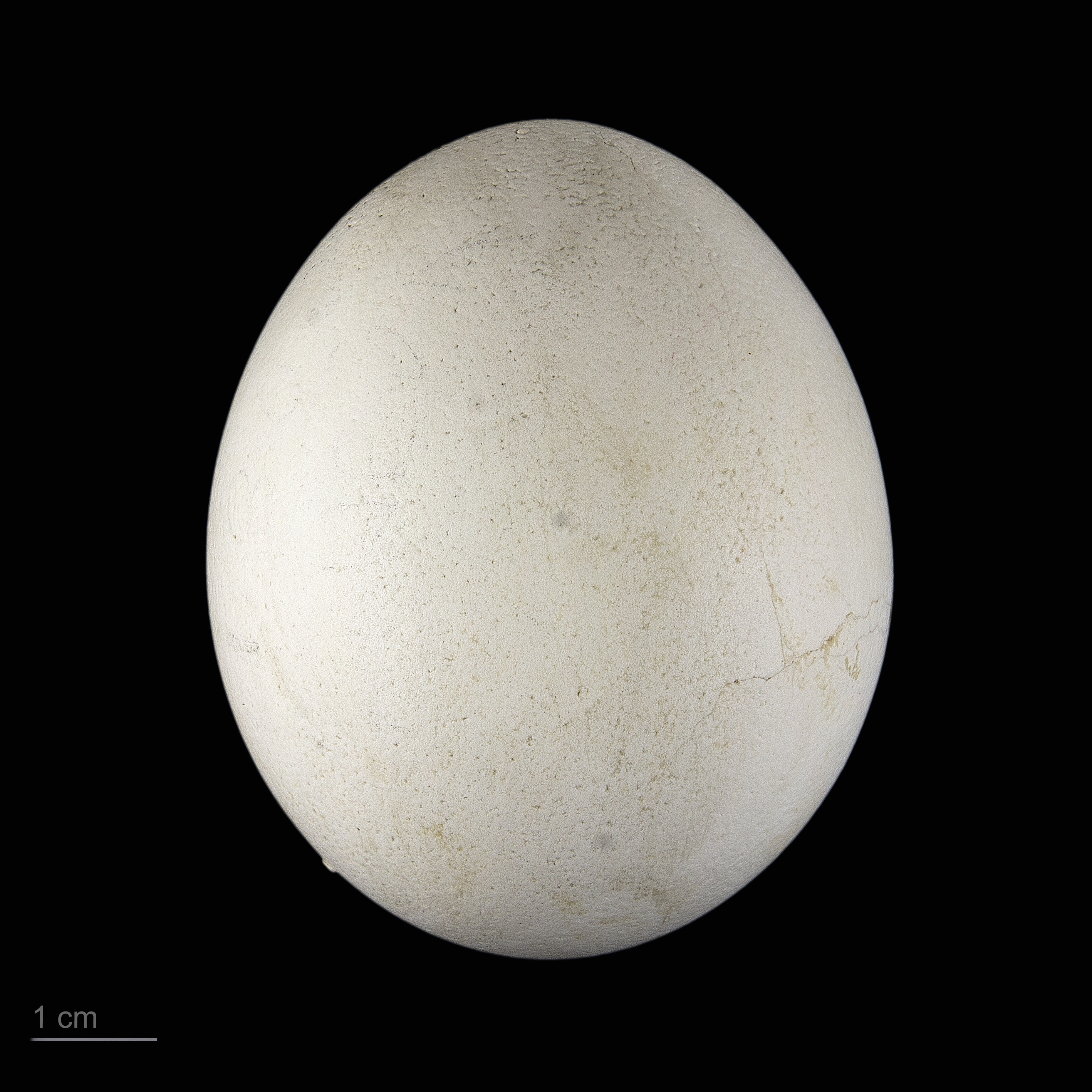
Ketupa zeylonensis

Ketupa zeylonensis là một loài chim trong họ Strigidae.